# Campionati mondiali di pentathlon moderno 1974
I campionati mondiali di pentathlon moderno 1974 si sono svolti a Mosca, in Unione Sovietica. Si sono disputate le gare maschili individuali ed a squadre.

## Risultati

### Maschili
| Evento      | Oro                                                           | Argento                                                 | Bronzo                                                    |
| Individuale | Pavel Lednëv                                                  | Vladimir Šmelëv                                         | Borys Onyščenko                                           |
| A squadre   | Unione Sovietica Pavel Lednëv Vladimir Šmelëv Borys Onyščenko | Ungheria Tamás Kancsal Tibor Maracskó Zsigmond Villányi | Romania Dumitru Spîrlea Constantin Calina Adalbert Covacs |

## Medagliere
| Posizione | Paese            |   |   |   | Totale |
| --------- | ---------------- | - | - | - | ------ |
| 1         | Unione Sovietica | 2 | 1 | 1 | 4      |
| 2         | Ungheria         | 0 | 1 | 0 | 1      |
| 3         | Romania          | 0 | 0 | 1 | 1      |
| Totale    | Totale           | 2 | 2 | 2 | 6      |